# Kantara (Libano)
Kantara è un centro abitato e comune (municipalité) del Libano situato nel distretto di Marjayoun, governatorato di Nabatiye.